# 松平康安
松平 康安（まつだいら やすやす）は、戦国時代から江戸時代前期にかけての武将。大草松平家7代。

## 生涯
天文24年、弘治元年（1555年）に生まれる。大草松平家は父松平正親が永禄3年（1560年）の桶狭間の戦いにおける前哨戦である丸根砦・鷲津砦の戦いで討死。曽祖父松平昌久が永禄6年（1563年）の三河一向一揆で吉良義昭と同心して徳川家康に反旗するも破れた後、逐電して所領を没収されており、康安は裸一貫での立身を迫られた。
若年より松平信康に仕え、元亀3年（1572年）の二俣城の戦いにて18歳で初陣となる。以後三方ヶ原の戦い・長篠の戦い・小山城の戦い・諏訪原城の戦い・高天神城の戦い等の対武田戦に従軍、度々足軽を率いており足軽大将の職にあった。天正7年（1579年）7月の『家忠日記』には「大草殿」が遠州から松平家忠の深溝まで出向き、会下（僧の修行を目的とした集まり）で兵法を学んだとある。信康以外に松平信一や石川数正麾下に加わることがあり、またこの間に信康が切腹した後は家康に仕える。
天正12年（1584年）の小牧・長久手の戦いでは数正麾下で小牧山城を守った後、蟹江城合戦に参加。天正18年（1590年）の小田原征伐では最初期の大番頭（侍大将）。以後、家康麾下の大番頭として関ヶ原の戦い・大坂の陣に従軍する。慶長6年（1601年）5月11日に従五位下石見守に任官。
家康死後は引き続き大番頭を務めた上で、徳川秀忠より3000石を加増され6000石の所領となる。元和8年（1622年）10月14日に駿府城定番となり翌年5月2日に同地で死去、69歳。
歴戦をくぐり抜けた弓・鉄砲の名手であり、慶長初期に大番が家康・秀忠間で分割された際には、秀忠が康安を配下に置くことを希望して家康との間で取り合いになった。家康死後、秀忠に仕えた後は武田旧臣の旗本と共に御伽衆として、当時の敵味方だった対武田の合戦話を秀忠の前で披露した。

## 参考資料
- 『寛政重修諸家譜』